# Лишафай Петро Іванович
ЛИШАФА́́Й Петро Іванович (22 серпня 1913 м. Березна, нині смт. Чернігівської області — 4 березня 2004,   Чернігів) – військовий. Герой Радянського Союзу (1945). Учасник 2-ї світової війни. Отримав низку державних та бойових нагород СРСР.

## Біографічна довідка
Народився в с. Березне, Березнянського району, Чернігівської області в сім'ї селянина. У 1928 р. закінчив 5 класів.
Потім працював в районі на різних роботах. Перед армією в листопаді 1935 р. був інструктором райвідділу зв'язку.
У цьому ж році Петро Іванович Лишафай був призваний на військову службу і зарахований курсантом в школу молодших командирів, після закінчення якої служив командиром відділення окремого батальйону зв'язку 7 СД, а потім помічником командира взводу 20-го стрілецького полку 7 СД (стрілецької дивізії) Київського військового округу. Після закінчення строкової служби був направлений на курси молодших лейтенантів. З травня 1939 р. перебував у резерві офіцерського складу, у розпорядженні обласної Ради «Тсоавіахім».
З липня 1941 р. П. І. Лишафай бився на фронтах Німецько-радянської війни, був командиром мінометної роти в різних полицях Південно-Західного фронту. Був поранений. Після госпіталю з квітня по жовтень 1942 р. навчався на курсах командирів стрілецьких батальйонів Брянського фронту. Закінчивши курси, командував окремими штрафними ротами 2-ї танкової армії та 65-ї армії Центрального фронту. З січня по серпень 1944 р. перебував у розпорядженні військової ради 61-ї армії, а потім до кінця війни командував стрілецьким батальйоном на 1-му Білоруському фронті.
З 14 по 16 січня 1945 р. П. І. Лишафай організував прорив глибоко ешелонованої оборони противника на головному напрямку наступу. Батальйон кидком форсував р. Пилиця південніше Варшави, вибивши противника з першої і другої ліній траншей і закріпився в третій лінії. Противник при підтримці танків неодноразово намагався контратакувати позицію батальйону Лишафая, але не зумів домогтися успіху. Вимотавши сили противника, батальйон перейшов в атаку і вибив німців із c. Дембновиля. Це дало можливість частинам і з'єднанням армії увійти в прорив і успішно розвинути наступ. За блискуче проведення операції весь особовий склад батальйону був нагороджений урядовими нагородами. Майор П. І. Лишафай отримав звання Героя Радянського Союзу (Указ Президії Верховної Ради СРСР від 24 березня 1945 р.).
Петро Іванович Лишафай - учасник штурму Берліна.
Після закінчення війни, у 1945-1947 рр. проходив службу у складі Радянської військової адміністрації в Німеччині. З 1948 по 1952 р. командував батальйоном Одеського військового округу, потім полком, який дислокувався на Курильських островах і Сахаліні. З липня 1953 р. служив в Управлінні ВСЧ Південноуральського управління будівництва в м. Челябінську-40 (м. Озерськ). Особовий склад підрозділів, якими командував П. І. Лишафай у 1953-1957 рр., неодноразово заохочувався за успіхи в будівництві різних об'єктів промислового та соціально-побутового призначення.
У березні 1957 р. підполковник П. І. Лишафай був звільнений у запас.
Нагороджений орденом Леніна, двома орденами Червоного Прапора, двома орденами Вітчизняної війни I ступеня, орденом Олександра Невського. На будинку в Чернігові, де мешкав Петро Лишафай, встановлено меморіальну дошку.